# 1881 en arts plastiques
| Années des arts plastiques : 1878 - 1879 - 1880 - 1881 - 1882 - 1883 - 1884    |
| Décennies des arts plastiques : 1850 - 1860 - 1870 - 1880 - 1890 - 1900 - 1910 |

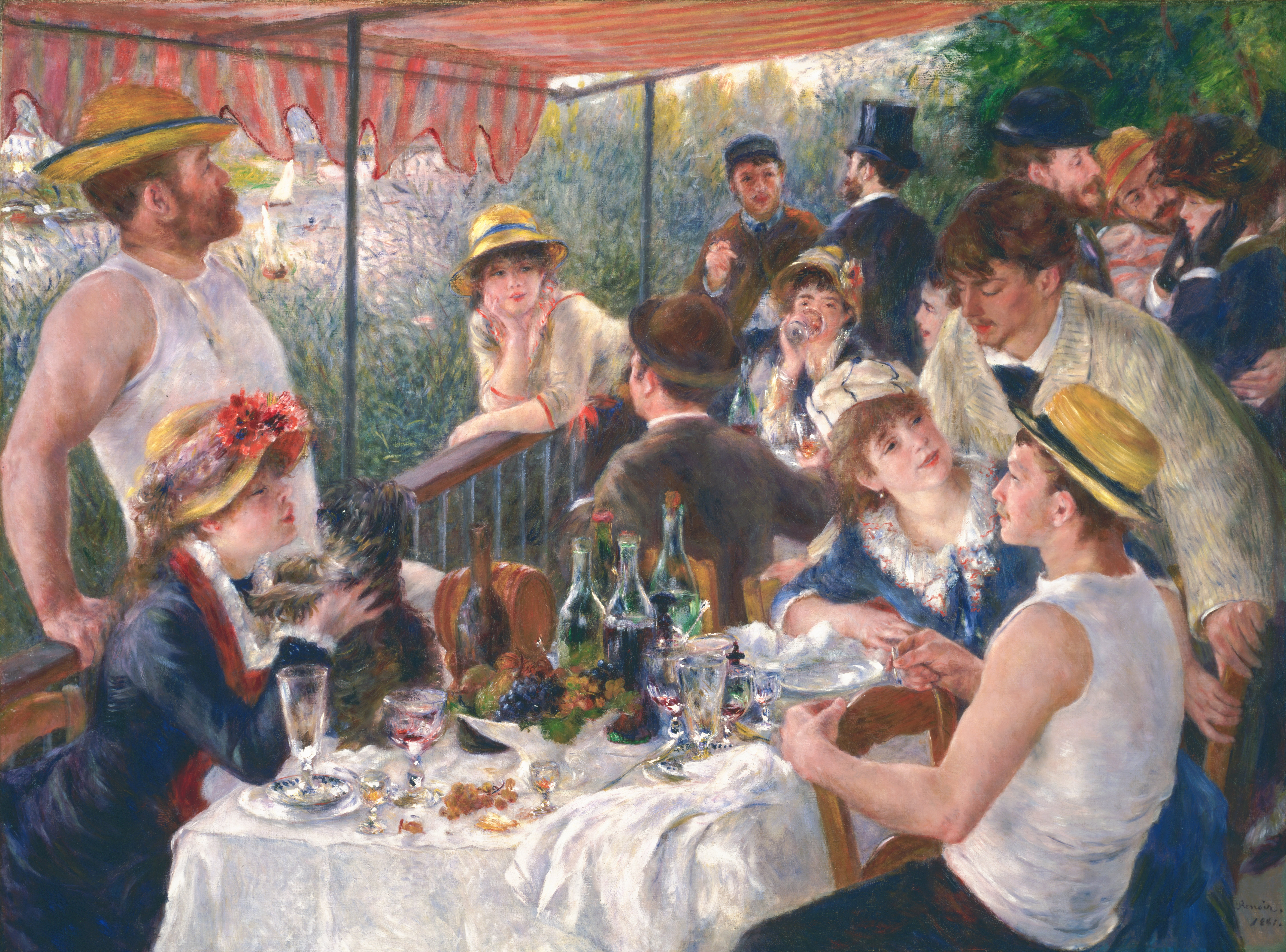
Pierre-Auguste Renoir, Le Déjeuner des canotiers.

Cette page concerne l'année 1881 en arts plastiques.

## Événements
- Fondation de la société des artistes français, par Jules Ferry, notamment pour gérer le salon des artistes français, exposition annuelle succédant au salon de l’Académie des beaux-arts, elle-même  héritière de l'Académie royale de peinture et de sculpture.
- 14 août - 16 octobre : ouverture du Salon de Bruxelles de 1881[1].

## Œuvres
- Le Déjeuner des canotiers, peinture à l'huile d'Auguste Renoir.
- Les Deux Sœurs,  peinture à l'huile de Renoir.

## Naissances
- 15 janvier : Michel Abonnel, peintre français († 2 février 1915),
- 18 janvier : Erich Hermès, peintre et dessinateur suisse († 21 juin 1971),
- 21 janvier : Oscar Eichacker, sculpteur, peintre et graveur français, professeur aux Beaux-Arts de Marseille († 23 juin 1961),
- 23 janvier : Raymond Thiollière, peintre, aquafortiste et graveur sur bois français († 26 juillet 1929),
- 2 février : Vilmos Perlrott-Csaba, peintre et illustrateur hongrois († 23 janvier 1955),
- 4 février : Fernand Léger, peintre français († 17 août 1955),
- 7 février : Charles Martin-Sauvaigo, peintre français († 9 novembre 1970),
- 10 février : Maurice Guiraud-Rivière, peintre, dessinateur et sculpteur français († 1947),
- 11 février :
  - Carlo Carrà, peintre italien, cofondateur du futurisme  († 13 avril 1966),
  - Kobayashi Kokei, peintre japonais († 3 avril 1957),
- 28 février : Geo Verbanck, sculpteur belge († 12 décembre 1961),
- 12 mars :
  - Pavel Chillingovski, graveur, peintre et professeur d'art russe puis soviétique († 5 avril 1942),
  - Georges Filiberti, peintre français d'origine italienne († 3 décembre 1970),
- 14 mars : André Alexandre Verdilhan, sculpteur et peintre français († 21 juillet 1963),
- 16 mars : Pierre Paulus, peintre belge († 17 août 1959),
- 21 mars : Édouard-Marcel Sandoz, sculpteur et aquarelliste suisse († 20 mars 1971),
- 23 mars : Gabrielle Decohorne, peintre paysagiste et aquarelliste française († ?),
- 31 mars : Rudolf Plaček, peintre, illustrateur et caricaturiste austro-hongrois puis tchécoslovaque († ?),
- 6 avril : Paul-André Eschbach, peintre français († 10 août 1961),
- 12 avril : Élisée Maclet, peintre français († 23 août 1962),
- 15 avril : Pierre Bodard, peintre français († 18 juin 1937),
- 16 avril : Fortunino Matania, peintre italien († 8 février 1963),
- 18 avril : Luigi Kasimir, graveur, lithographe et peintre autrichien († 5 août 1962),
- 30 avril : Philippe Robert, peintre et illustrateur suisse († 22 juin 1930),
- 2 mai : Robert-Henri Blot, peintre paysagiste français († 1948),
- 5 mai : Gino Romiti, peintre italien († 1967),
- 13 mai : Albert Chanot, peintre et sculpteur français († 25 février 1963),
- 21 mai : Iosif Iser, peintre roumain d'origine israélienne († 25 avril 1958),
- 28 mai : Serge Férat, peintre et décorateur russe et français († 13 octobre 1958),
- 1er juin : Robert Besnard, peintre et graveur français († 28 septembre 1914),
- 3 juin : Michel Larionov, peintre et décorateur russe qui obtient la nationalité française († 10 mai 1964),
- 4 juin : Nathalie Gontcharoff, peintre, dessinatrice et décoratrice russe († 17 octobre 1962),
- 7 juin : Herman Kruyder, peintre néerlandais († 29 avril 1935),
- 11 juin : Alexandre Lippmann, escrimeur et peintre français († 23 février 1960),
- 14 juin : Martin Lewis, graveur américain d'origine australienne († 22 février 1962),
- 19 juin : František Gellner, poète, écrivain, peintre, caricaturiste et anarchiste austro-hongrois († 13 septembre 1914),
- 26 juin : Giovanni Borgonovo, peintre italien († 1975),
- 4 juillet : Lucien Ludovic Madrassi, peintre français († 20 février 1956),
- 5 juillet : Henri Le Fauconnier, peintre cubiste français († 25 décembre 1946),
- 9 juillet : Jacques d'Otémar, peintre et illustrateur français († 7 février 1952),
- 11 juillet : Alfonso Frangipane, peintre, dessinateur, essayiste et historien de l'art italien († 1970),
- 12 juillet : Charles Picart Le Doux, peintre, graveur, poète et écrivain français († 11 septembre 1959),
- 17 juillet : Otto von Wätjen, peintre allemand († 4 janvier 1959),
- 27 juillet : Maurice Lalau, illustrateur, dessinateur et peintre français († 14 avril 1961),
- 29 juillet : Ilia Machkov, peintre russe puis soviétique († 20 mars 1944),
- 30 juillet : Giuseppe Palanti, peintre, illustrateur, costumier, metteur en scène et professeur italien († 23 avril 1946),
- 1er août : Heinrich Böhler, industriel, collectionneur d'œuvres d'art, peintre et photographe austro-suisse († 4 février 1940),
- 5 août :
  - Gaston Prost, peintre et lithographe français († 10 juillet 1967),
  - Georges Albert Tresch, peintre et militaire français († 9 juillet 1948),
- 9 août :
  - Bernard Boutet de Monvel, peintre, graveur, illustrateur, sculpteur et décorateur français († 28 octobre 1949),
  - Charles Heyman, peintre aquarelliste et graveur aquafortiste français († 15 mai 1915),
- 12 août : Alexandre Guerassimov, peintre russe puis soviétique († 23 juillet 1963),
- 21 août : Roger Parent, peintre français  († 1963),
- 4 septembre : František Kysela, graphiste, scénographe et enseignant austro-hongrois puis tchécoslovaque († 20 février 1941),
- 5 septembre : Numa Ayrinhac, peintre franco-argentin († 23 mars 1951),
- 11 septembre :
  - Jacques Hilpert, peintre et dessinateur français († 15 novembre 1952),
  - Jacques Nam, dessinateur, graveur, peintre et sculpteur français († 22 février 1974),
- 12 septembre : Robert Gilles Plantey, peintre français († 11 août 1974),
- 17 septembre :
  - Maurice Achener, peintre, graveur et illustrateur français († 19 avril 1963),
  - Savely Schleifer, peintre français († 14 septembre 1942),
- 28 septembre : Roger Grillon, peintre, illustrateur et graveur sur bois français († 19 juin 1938),
- 1er octobre : Maurice Le Scouëzec, peintre et graveur français de l'École de Paris († 1er mai 1940),
- 5 octobre : Maxwell Armfield, peintre et illustrateur anglais († 23 janvier 1972),
- 11 octobre : Roger Reboussin, peintre français († 19 février 1965),
- 12 octobre : René Sautin, peintre français († 23 juillet 1968),
- 16 octobre : Mary Piriou, peintre et graveuse française († 28 décembre 1956),
- 18 octobre :
  - Paul Baudier, peintre, graveur et illustrateur français († 9 décembre 1962),
  - René Prath, peintre et caricaturiste français († 31 décembre 1961),
- 24 octobre : Paul Basilius Barth, peintre et dessinateur suisse († 25 avril 1955),
- 25 octobre : Pablo Picasso, peintre espagnol († 8 avril 1973),
- 6 novembre : Germaine Casse, peintre française († 12 juillet 1967),
- 12 novembre : Frédéric Dupré, architecte, décorateur et peintre français († 16 octobre 1972),
- 19 novembre : Eugène Tirvert, peintre français († 20 février 1948),
- 21 novembre :
  - Jean Arnavielle, peintre et graveur français († 4 février 1961),
  - Jean-Edouard de Castella, peintre et dessinateur suisse († 26 juillet 1966),
  - Pierre Forest, peintre français († 17 décembre 1971),
- 25 novembre :
  - Lucienne Heuvelmans, sculptrice et peintre française († 1944),
  - August Willem van Voorden, peintre néerlandais († 2 octobre 1921),
- 4 décembre : Armand Coussens, peintre, graveur et illustrateur français († 2 février 1935),
- 7 décembre :
  - Giuseppe Amisani, peintre italien († 8 septembre 1941),
  - Marie-Anne Camax-Zoegger, peintre française († 31 octobre 1952),
- 8 décembre: Albert Gleizes, peintre, dessinateur, graveur, philosophe et théoricien français († 23 juin 1953),
- 13 décembre : Fernand Pinal, peintre et graveur français († 12 octobre 1958),
- 17 décembre : Jan Sluijters, peintre, affichiste et relieur néerlandais († 8 mai 1957),
- 18 décembre : Graciano Nepomuceno, sculpteur philippin († 30 décembre 1974),
- 25 décembre :
  - Lucienne Heuvelmans, sculptrice, peintre et illustratrice française († 26 février 1944),
  - Berthold Mahn, peintre, dessinateur, lithographe et illustrateur français († 1er avril 1975),
- ? :
  - Dragomir Arambašić, sculpteur et peintre serbe puis yougoslave († 1945),
  - Alfred Bergier, peintre français († 1971),
  - Carles Casagemas, peintre espagnol († 17 février 1901),
  - Rosine Déchenaud, peintre pastelliste française († après 1939),
  - Cesare Maggi, peintre italien († 1961),
  - Maurycy Minkowski, peintre polonais d'origine juive († 23 novembre 1930),
  - Moshe Rynecki, peintre polonais d'origine juive († 1943),
  - Ivan da Silva-Bruhns, peintre et décorateur français († 17 octobre 1980).

## Décès
- 21 janvier : François-Edmée Ricois, peintre paysagiste français (° 29 août 1795),
- 24 janvier : James Collinson, peintre britannique (° 9 mai 1825),
- 28 janvier :  Auguste Louis Jobbé-Duval, peintre décorateur français (° 1er février 1819),
- 16 mars : Hugues Merle, peintre de genre, portraitiste français (° 28 avril 1822),
- 26 mars :
  - Auguste de Châtillon, peintre, sculpteur et poète français (° 29 janvier 1808),
  - Jules Noël, peintre paysagiste et de marines français (° 4 janvier 1810),
- 27 mars : Émile-Henri Brunner-Lacoste, peintre français (° 26 août 1837)
- 10 avril : Félix-Émile Taunay, peintre français (° 1er mars 1795),
- 13 juin : Édouard-Auguste Imer, peintre français (° 23 décembre 1820),
- 11 août : Louis-Henri de Rudder, peintre d'histoire, de genre, portraitiste et illustrateur français (° 17 octobre 1807),
- 11 octobre : Richard Morrell Staigg, peintre portraitiste américain (° 7 septembre 1817),
- 15 décembre : Jules Thibon, peintre français (° 3 décembre 1824).
- 28 décembre : Pierre François Eugène Giraud, peintre et graveur français (° 9 août 1806).
- ? : 
  - François Cautaerts, peintre belge (° 1810).